# Jakup Krasniqi

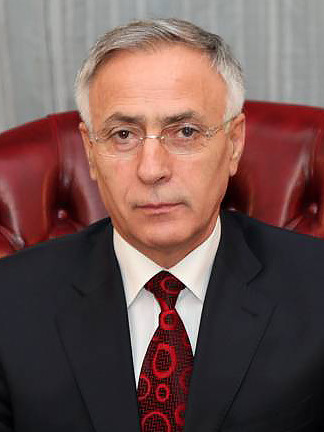
Jakup Krasniqi, 2010

Jakup Krasniqi (* 1. Januar 1951 in Negroc bei Glogovac, FVR Jugoslawien, heute Kosovo) ist ein kosovarischer Politiker (Nisma Socialdemokrate). Er war von Dezember 2007 bis Juli 2014 Präsident des Parlaments der Republik Kosovo. 2020 wurde er vor das Kriegsverbrechertribunal KSC nach Den Haag überstellt.

## Leben
Krasniqi studierte zwischen 1972 und 1976 Geschichtswissenschaften an der Philosophischen Fakultät der Universität Prishtina. Später war er in Drenas und Skënderaj Geschichtslehrer. In den Jahren 1981 bis 1991 befand sich Krasniqi in Zrenjanin und Novi Sad in serbischer Gefangenschaft.
Seit deren Gründung war er aktives Mitglied im Vorstand der Lidhja Demokratike e Kosovës in Drenas. Er engagierte sich auch beim Aufbau der UÇK und war während des Kosovokrieges deren Pressesprecher. Er nahm im Februar und März 1999 als Mitglied der albanischen Delegation an den Verhandlungen zum Vertrag von Rambouillet teil.
Am 14. Mai 1999 wurde die Partia Demokratike e Kosovës gegründet. Seitdem bis 2014 war Krasniqi Mitglied und Generalsekretär dieser Partei. Bei den ersten freien Wahlen im Kosovo wurde Krasniqi Abgeordneter des Parlaments und Vorsitzender der PDK-Fraktion.
In der ersten Nachkriegsregierung wurde Krasniqi Minister für den Öffentlichen Dienst. Bei den Verhandlungen mit der serbischen Seite war er Mitglied der strategischen politischen Gruppe. Bei den Parlamentswahlen im Kosovo 2007 wurde die PDK Wahlsieger. Am 9. Januar 2008 wählten ihn die Abgeordneten zu ihren Parlamentspräsidenten.
Im September 2010 übernahm er nach dem Rücktritt von Fatmir Sejdiu verfassungsgemäß vorübergehend die Amtsgeschäfte des kosovarischen Präsidenten, die er zunächst bis zum 22. Februar 2011, dem Tag der Wahl seines Nachfolgers Behgjet Pacolli, sowie erneut von dessen Rücktritt am 30. März 2011 bis zur Wahl von Atifete Jahjaga am 7. April 2011 ausübte.
Am 28. Februar 2014 gründeten er, Fatmir Limaj und andere Mitglieder der PDK die Nisma Socialdemokrate. Grund für den Bruch mit der PDK waren Unstimmigkeiten mit deren Politik, allen voran derjenigen ihres Vorsitzenden Hashim Thaçi.
Jakup Krasniqi wurde 2020 wegen des Verdachts von Kriegsverbrechen und gegen die Menschlichkeit festgenommen. Im November 2020 wurde er nach Den Haag überstellt. Ihm und den Mitangeklagten Hashim Thaci, Kadri Veseli und Rexhep Selimi wird vorgeworfen, während und nach dem Kosovo-Krieg eine Politik der Folter und des Mordes verfolgt zu haben gegen Zivilisten, die verdächtigt wurden, sich der UÇK zu widersetzen. Der Prozess wurde am 4. April 2023 eröffnet. Alle vier Männer haben auf nicht schuldig plädiert. Am 19. September 2024 verlängerte die Kammer die Inhaftierung um weitere zwei Monate, weil weiterhin die Gefahr bestehe, dass die Angeklagten den Fortgang des Prozesses durch Einschüchterung von Zeugen im Kosovo behindern.

## Persönliches
Jakup Krasniqi ist verheiratet und hat drei Töchter und einen Sohn.